# Васильєвка (Мар'яновський район)
Васильєвка (рос. Васильевка) — присілок у Мар'яновському районі Омської області Російської Федерації.
Належить до муніципального утворення Васильєвське сільське поселення. Населення становить 441 особа.

## Історія
Згідно із законом від 30 липня 2004 року органом місцевого самоврядування є Васильєвське сільське поселення.

## Населення
| 1920 | 1926 | 2010 |
| ---- | ---- | ---- |
| 79   | ↘65  | ↗441 |